# Lista de estradas europeias
Estas são as principais estradas europeias, de acordo com a lista da Comissão Económica das Nações Unidas para a Europa.

| Identificador | Designação           | Itinerário | Extensão |
| ------------- | -------------------- | --- | -------- |
|               | Estrada europeia 1   | Larne - Belfast - Dundalk - Dublim - Rosslare Harbour - A Coruña - Vigo - Braga - Porto - Coimbra - Santarém - Lisboa - Setúbal - Faro - Huelva - Sevilha | 1460 km  |
|               | Estrada europeia 3   | Cherbourg - Saint-Lô - Rennes - Nantes - La Rochelle | 470 km   |
|               | Estrada europeia 4   | Helsimburgo – Ionecopinga – Linköping – Norrköping – Södertälje – Estocolmo – Upsália – Sundsvália – Örnsköldsvik – Uma – Lula – Haparanda – Tornio | 1590 km  |
|               | Estrada europeia 5   | Greenock – Glasgow – Preston – Birmingham – Southampton - Le Havre – Paris – Orleães – Tours - Poitiers - Bordéus – Bayonne - São Sebastião – Vitoria-Gasteiz - Burgos - Madrid – Córdova - Sevilha – Cádis - Algeciras | 2960 km  |
|               | Estrada europeia 6   | Trelleborg – Malmo – Helsimburgo – Halmstad – Gotemburgo – Oslo – Hamar – Lillehammer – Dombås – Trontêmio – Stjørdal – Steinkjer – Mosjøen – Mo i Rana – Rognan – Fauske … Ballangen – Narvik – Setermoen – Alta – Olderfjord – Lakselv – Karasjok – Varangerbotn – Kirkenes | 3120 km  |
|               | Estrada europeia 7   | Pau – Jaca – Saragoça | 250 km   |
|               | Estrada europeia 8   | Tromsø – Nordkjosbotn – Skibotn – Kilpisjärvi – Kolari – Tornio – Kemi – Oulu – Kokkola – Vaasa – Pori – Turku | 1410 km  |
|               | Estrada europeia 9   | Orleães – Limoges - Toulouse – Puigcerdá - Barcelona | 880 km   |
|               | Estrada europeia 10  | Å i Lofoten – Svolvær - Melbu – Sortland – Lødingen – Evenes – Narvik – Quiruna – Töre – Lula | 880 km   |
|               | Estrada europeia 11  | Vierzon – Bourges – Clermont-Ferrand – Montpellier | 540 km   |
|               | Estrada europeia 12  | Mo i Rana – Storuman - Uma … Vaasa – Tampere – Hämeenlinna – Helsínquia | 910 km   |
|               | Estrada europeia 13  | Doncaster – Sheffield – Nottingham – Leicester – Northampton – Luton - Londres | 230 km   |
|               | Estrada europeia 14  | Trontêmio – Storlien - Östersund – Sundsvália | 460 km   |
|               | Estrada europeia 15  | Inverness – Perth – Edimburgo – Newcastle – Londres – Folkestone – Dover - Calais – Paris – Lyon – Orange – Narbona – Gerona – Barcelona – Tarragona – Castellón de la Plana – Valência – Alicante – Murcia – Almería – Málaga – Algeciras | 3590 km  |
|               | Estrada europeia 16  | Derry – Belfast … Glasgow – Edimburgo … Bergen – Arna – Voss … Lærdal – Tyin – Fagernes – Hønefoss – Sandvika – Oslo | 710 km   |
|               | Estrada europeia 17  | Antuérpia – Gante - Lille - Saint Quintin - Reims - Troyes - Dijon - Beaune | 670 km   |
|               | Estrada europeia 18  | Craigavon – Belfast – Larne … Stranraer – Gretna – Carlisle – Newcastle … Kristiansand – Arendal – Porsgrunn – Larvik – Sandefjord – Horten – Drammen – Oslo – Askim – Karlstad – Örebro – Västerås – Estocolmo - Kapellskär … Mariehamn … Turku - Naantali – Helsínquia – Kotka – Vaalimaa – Vyborg – São Petersburgo | 1890 km  |
|               | Estrada europeia 19  | Amesterdão – Haia - Roterdão - Antuérpia - Bruxelas – Nivelles - Mons - Valenciennes - Cambrai - Paris | 520 km   |
|               | Estrada europeia 20  | Shannon – Limerick – Dublim - Liverpool – Manchester – Kingston upon Hull - Esbjerg – Copenhague – Malmo – Helsimburgo – Halmostádio – Gotemburgo – Örebro – Estocolmo … Tallin – Narva – São Petersburgo | 1880 km  |
|               | Estrada europeia 25  | Hoek van Holland – Roterdão – Eindhoven – Maastricht – Lieja – Bastogne – Arlon – Luxemburgo – Metz – Saint-Avold – Estrasburgo – Mulhouse – Basileia – Olten – Berna – Lausana – Genebra – Monte Branco – Aosta – Ivrea – Vercelli – Alessandria – Génova - Bastia – Porto Vecchio – Bonifacio - Porto Torres – Sassari – Cagliari - Palermo | 1830 km  |
|               | Estrada europeia 30  | Cork – Waterford – Wexford – Rosslare - Fishguard – Swansea – Cardiff – Newport – Bristol – Londres – Colchester – Ipswich – Felixstowe - Hoek van Holland – Haia – Gouda – Utrecht – Amersfoort – Oldenzaal – Osnabrück – Bad Oeynhausen – Hanover – Braunschweig – Magdeburgo – Berlim – Świebodzin – Poznań – Varsóvia – Brest – Minsk – Orsa – Smolensk – Moscovo – Ryazan – Penza – Samara – Ufa – Chelyabinsk – Kurgan – Ishim – Omsk | 6050 km  |
|               | Estrada europeia 35  | Amesterdão – Utrecht – Arnhem – Emmerich – Oberhausen – Colônia – Francoforte – Heidelberg – Karlsruhe – Offenburg – Friburgo em Brisgóvia – Basileia – Olten – Lucerna – Altdorf – San Gottardo – Bellinzona – Lugano – Chiasso – Como – Milão – Piacenza – Parma – Modena – Florença – Roma | 1660 km  |
|               | Estrada europeia 40  | Calais – Ostende – Brujas – Gante – Bruxelas – Lovaina - Lieja – Aquisgrán – Colônia – Olpe – Wetzlar – Bad Hersfeld - Eisenach – Érfurt – Gera – Chemnitz – Dresda – Görlitz – Legnica – Wrocław – Opole – Gliwice – Zabrze - Katowice - Cracovia – Przemyśl – Lviv – Rivne – Zhytomyr – Kiev – Járkov – Luhansk – Volgogrado – Astraján – Atyrau – Beineu – Kungrad – Nukus – Daşoguz – Bujará – Navoi – Samarcanda – Djizaks – Tashkent – Shymkent – Zhambyl – Bisqueque – Almaty – Sary-Ozek – Taldykorgan – Ucharal – Taskesken – Ayaguz – Georgiyevska – Öskemen – Ridder | 8500 km  |
|               | Estrada europeia 45  | Alta – Kautokeino – Hetta – Karesuvanto – Karesuando – Gällivare – Arvidsjaur – Storuman – Östersund – Mora – Grums – Säffle – Gotemburgo – Frederikshavn – Aalborg – Århus – Vejle – Kolding – Frøslev – Flensburgo – Hamburgo – Hanôver – Göttingen – Kassel – Fulda – Wurzburgo – Nuremberg – Munique – Rosenheim – Wörgl – Innsbruck – Brenner – Fortezza – Bolzano – Trento – Verona – Modena – Bolonha – Cesena – Perugia – Fiano Romano – Nápoles – Salerno – Sicignano – Cosenza – Villa San Giovanni - Messina – Catânia – Siracusa – Gela | 4920 km  |
|               | Estrada europeia 50  | Brest – Rennes – Le Mans – Paris – Reims – Metz – Saarbrücken – Mannheim – Heilbronn – Nuremberg – Rozvadov – Pilsen – Praga – Jihlava – Brno – Trenčín – Prešov – Kosice - Vyšné Nemecké – Uzhhorod – Mukacheve – Stryj – Ternopil – Khmelnytskyi – Vinnytsia – Umán – Kirovohrad – Dnipro – Donetsk – Novosahtinsk - Rostov-na-Donu – Armavir – Mineralnye Vody – Makhachkala | 5100 km  |
|               | Estrada europeia 55  | Helsingborg - Helsingør – Copenhague – Køge – Vordingborg – Farø – Nykøbing Falster – Gedser - Rostock – Berlim – Lübbenau – Dresda – Teplice – Praga – Tabor – Linz – Salzburgo – Villach – Tarvisio – Udine – Palmanova – Mestre – Ravena – Cesena – Rimini – Fano – Ancona – Pescara – Canosa – Bari – Brindisi - Igoumenitsa – Preveza – Rhion – Patras – Pírgos – Calamata | 2920 km  |
|               | Estrada europeia 60  | Brest – Lorient – Vannes – Nantes – Angers – Tours – Orleães – Montargis – Auxerre – Beaune – Dole – Besançon – Belfort – Mulhouse – Basileia – Zurique – Winterthur – São Galo – Sankt Margrethen – Bregenz – Feldkirch – Imst – Innsbruck – Wörgl – Rosenheim – Bad Reichenhall – Salzburgo – Sattledt – Linz – Sankt Pölten – Viena – Nickelsdorf – Mosonmagyaróvár – Budapeste – Szolnok – Püspökladány – Oradea – Cluj-Napoca – Turda – Târgu Mureş – Braşov – Ploieşti – Bucarest – Urziceni – Slobozia – Hârşova – Constanza … Poti – Samtredia – Khashuri – Tiflis – Ganca – Evlak – Bakú - Turkmenbashi – Gyzylarbat – Asjabad – Tedjen – Mary – Chardzhu – Alat – Buchara – Karshi – Guzai – Sherobod – Termis – Dusambé – Jirgatal – Sary Tash – Irkeshtam – Fronteira com a China | 6200 km  |
|               | Estrada europeia 65  | Malmö – Ystad … Świnoujście – Wolin – Goleniów – Szczecin – Gorzów Wielkopolski – Świebodzin – Zielona Góra – Legnica – Jelenia Góra – Harrachov – Železný Brod – Turnov – Mladá Boleslav – Praga – Jihlava – Brno – Bratislava – Rajka – Csorna – Szombathely – Zalaegerszeg – Nagykanizsa – Letenye – Zagreb – Karlovac – Rijeka – Split – Dubrovnik – Petrovac – Podgorica – Bijelo Polje – Mitrovica – Pristina – Skopie – Kicevo – Ácrida- Bitola – Florina – Vevi – Kozani – Larissa – Domokos – Lamia – Brallos – Itea – Antirrion - Rhion – Egion – Corinto – Trípoli – Calamata - Císsamos – Canea | 3800 km  |
|               | Estrada europeia 70  | A Coruña - Gijón – Santander - Bilbau – São Sebastião – Bayona - Bordéus – Clermont-Ferrand – Lyon – Chambéry – Susa – Turín – Alessandria – Tortona – Piacenza - Bréscia – Verona – Padova - Mestre – Palmanova – Trieste – Postojna – Ljubljana – Zagreb – Slavonski Brod – Belgrado – Vršac – Timişoara – Lugoj - Drobeta-Turnu Severin – Craiova – Alexandria – Bucarest – Giurgiu – Ruse – Razgrad – Shoumen – Varna … Samsun – Ordu – Giresun – Trebisonda – Batumi – Poti | 4550 km  |
|               | Estrada europeia 75  | Vardø – Vadsø – Nesseby – Utsjoki – Inari – Ivalo – Sodankylä – Rovaniemi – Kemi – Oulu – Jyväskylä – Heinola – Lahti – Helsinki - Gdańsk – Świecie – Toruń – Wloclawek – Łódź – Piotrków Trybunalski – Częstochowa – Katowice – Bielsko-Biala – Žilina – Bratislava – Győr – Budapeste – Szeged – Subotica - Novi Sad - Belgrado – Niš – Kumanovo – Skopie – Salónica – Larissa – Lamia – Atenas - La Canea – Candía – Ágios Nikolaos – Sitía | 4340 km  |
|               | Estrada europeia 80  | Lisboa – Coimbra - Aveiro - Viseu - Guarda - Salamanca - Valladolid – Burgos - Vitoria-Gasteiz - São Sebastião – Bayonne - Pau - Toulouse – Narbona - Montpellier - Nimes - Aix-en-Provence - Nice – Génova – Livorno - Roma – Pescara … Dubrovnik – Podgorica - Priština – Niš - Sófia – Plovdiv - Edirne - Istambul – İzmit – Gerede – Merzifon - Amásia – Erzinjane - Erzurum – Horasan - Doubaiazete - Gürbulak – Fronteira com o Irão | 5600 km  |
|               | Estrada europeia 82  | Porto – Vila Real – Bragança – Zamora – Tordesilhas | 380 km   |
|               | Estrada europeia 85  | Klaipėda – Kaunas – Vilna – Lida – Slonim – Kobrin – Kovel – Dubno - Ternopil' — Chernivtsi — Siret – Suceava – Sabaoani - Roman – Bacau - Maraşeşti - Tişita - Buzau - Urziceni – Bucarest – Giurgiu – Ruse – Byala – Veliko Tarnovo – Stara Zagora – Haskovo – Svilengrad – Ormenio – Kastanies – Didimoteico – Alexandrópolis | 2300 km  |
|               | Estrada europeia 90  | Lisboa – Setúbal - Évora - Elvas - Badajoz - Mérida - Madrid – Zaragoza - Lérida - Barcelona … Mazara del Vallo – Palermo – Buonfornello – Messina … Reggio di Calabria – Catanzaro - Crotone - Metaponto – Taranto – Brindisi … Igoumenitsa – Janina – Kozáni - Salónica – Alexandrópolis – Kesan - Gallípoli - Lapseki – Bandirma - Bursa – Esquixequir - Sivrihisar - Ankara – Aksaray - Adana – Gaziantep - Sanliurfa - Nusaybin – Habur – Fronteira com o Iraque | 4770 km  |
|               | Estrada europeia 95  | São Petersburgo – Pskov – Vítebsk – Orsa – Gomel – Chernigov – Kiev – Uman – Odessa - Samsun – Merzifon | 1790 km  |
|               | Estrada europeia 801 | Coimbra – Viseu – Vila Real - Chaves - Verín | 257 km   |
|               | Estrada europeia 802 | Ourique – Beja – Évora - Portalegre - Guarda - Macedo de Cavaleiros | 586 km   |
|               | Estrada europeia 805 | Póvoa de Varzim – Vila Nova de Famalicão – Guimarães - Vila Pouca de Aguiar | 102 km   |
|               | Estrada europeia 806 | Zibreira – Torres Novas – Abrantes - Gardete | 78 km    |